# Mimetes fimbriifolius
Mimetes fimbriifoliuses una especie de arbusto perteneciente a la familia Proteaceae.  Es originaria de la Montaña de la Mesa en Ciudad del Cabo, Sudáfrica.

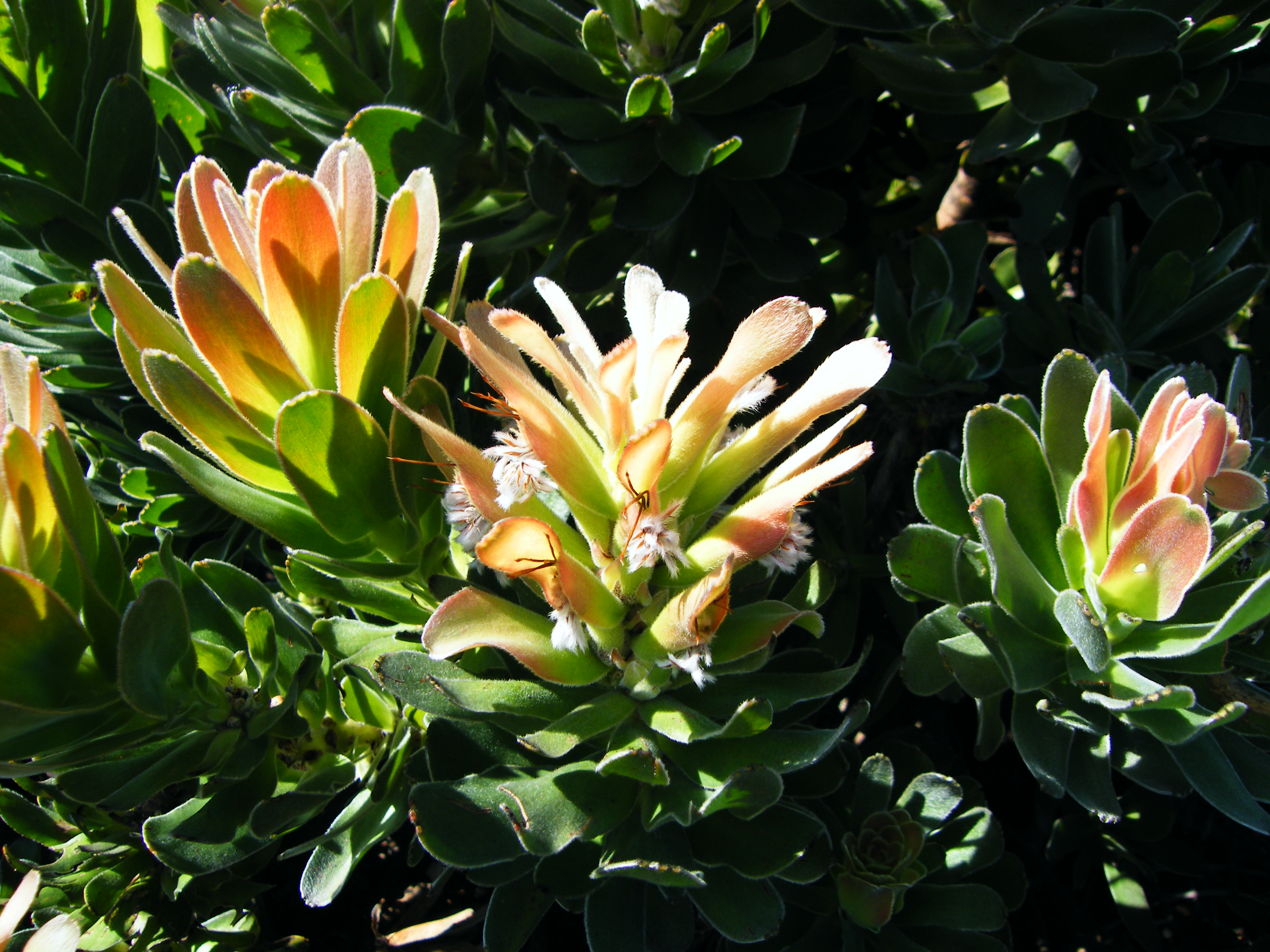
Detalle de la planta

## Descripción
Es un arbusto o pequeño árbol denso y redondeado, con diversas ramas que crece hasta los 4 metros de altura, con flores atractivas y llamativas durante todo el año, de color rojo y amarillo. Las flores son ricas en néctar son polinizadas por colibríes y las semillas se distribuyen y son llevadas por las hormigas a sus nidos bajo tierra antes de germinar.

## Distribución
Mimetes fimbriifolius se encuentra en los fynbos de la Península Sandstone de la Península del Cabo, este pequeño árbol solía ser muy común en la Montaña de la Mesa, pero la recolección de leña y la propagación de plantas exóticas invasoras han causado la desaparición de gran parte de su antigua área de distribución.

## Ecología
Mimetes fimbriifolius es la mayor y más longeva de todos las especies de Mimetes. Su corteza es excepcionalmente resistente al fuego, lo que le permite sobrevivir a los incendios de temporada que, naturalmente, destruye toda la vegetación de los fynbos.

## Taxonomía
Mimetes fimbriifolius fue descrito por Salisb. ex Knight y publicado en Cult. Prot. 65. 1809
Etimología
El nombre Mimetes se deriva de una palabra griega que significa "imitar", probablemente refiriéndose a las hojas que son notablemente similares a las de algunas leucospermums como Leucospermum conocarpodendron que se encuentra en crecimiento junto con Mimetes fimbriifolius. 
El epíteto específico "fimbriifolius" se refiere a la franja de pelos que se encuentran en los márgenes de las hojas y es un dato importante para su identificación.
Sinonimia
- Mimetes cucullatus var. hartogii PHILLIPS
- Mimetes hartogii R. Br.[4]